# Seres Group
Seres Group (precedentemente Sokon Group, già Chongqing Sokon Industrial Group Co., Ltd) è una azienda cinese fondata nel settembre 1986 con sede a Chongqing. Nata come produttrice di componenti per elettrodomestici e ammortizzatori attualmente produce autoveicoli, motoveicoli e veicoli commerciali oltre ad ammortizzatori e motori a combustione interna.
Opera attraverso le proprie controllate DFSK Motor, Seres, XGJAO Motorbyke e Yu'an Shock Absorber Company.

## Storia
Il precursore di Seres Group fu la Chongqing Baxian Fenghuang, azienda fondata nel settembre del 1986 da Zhang Xinghai e altri azionisti, principalmente impegnata nella produzione e vendita di componenti per elettrodomestici e molle per sedili di autoveicoli su licenza giapponese. I prodotti erano destinati sia al mercato cinese che a quello giapponese e rapidamente arrivò ad una quota di mercato nel settore del 90%.
Nel settembre del 1996 venne istituita la Chongqing Yu'an Shock Absorber Company con la realizzazione di un nuovo stabilimento per la produzione di ammortizzatori per autovetture e motociclette e lo stabilimento raggiunse la massima capacità produttiva pari a oltre 1,5 milioni di unità l'anno. Il nome dell'azienda divenne Chongqing Yu’an Innovation Technology (Group).
Visto l'enorme successo nella componentistica la Chongqing Yu'an decise di entrare direttamente nel settore della produzione automobilistica e motociclistica stringendo numerosi accordi con costruttori sia giapponesi che cinesi per realizzare la nuova gamma di veicoli.
Nel luglio del 2002 viene fondata la XGJAO Motorbyke, azienda produttrice di motociclette sportive low cost destinate in prevalenza ad un pubblico giovanile e vengono lanciati i primi modelli sul mercato (la F4 seguita negli anni successivi dalla F5, F6 ed F7).
Per la produzione automobilistica viene stretto un accordo con Suzuki per la fornitura su licenza di telai e motorizzazioni destinati a microvan e piccoli commerciali e il 27 giugno 2003 nasce insieme a Dongfeng Motor Corporation la nuova joint venture Dongfeng Yu'an Automobile con sede a Chongqing e stabilimento produttivo a Wuhan. Successivamente viene realizzato un polo ingegneristico per la progettazione di veicoli elettrici denominato Chongqing Ruichi Automobile Company.
Nel 2005 entra in produzione presso lo stabilimento Dongfeng di Wuhan il primo veicolo della joint venture: il microvan Dongfeng Yu'an K-Series che sarà esportato anche all'estero (Europa inclusa).
Nel maggio del 2007 l'intero gruppo industriale cambia denominazione in Chongqing Sokon Automobile Co., Ltd: il brand Yu’an verrà mantenuto solo per identificare la produzione di ammortizzatori e componenti, il marchio Dongfeng Yu'an presente sui minivan divenne quindi Dongfeng Sokon (abbreviato in DFSK nei mercati esteri). Nel maggio del 2012 viene prodotto il milionesimo veicolo della joint venture Dongfeng Sokon. 

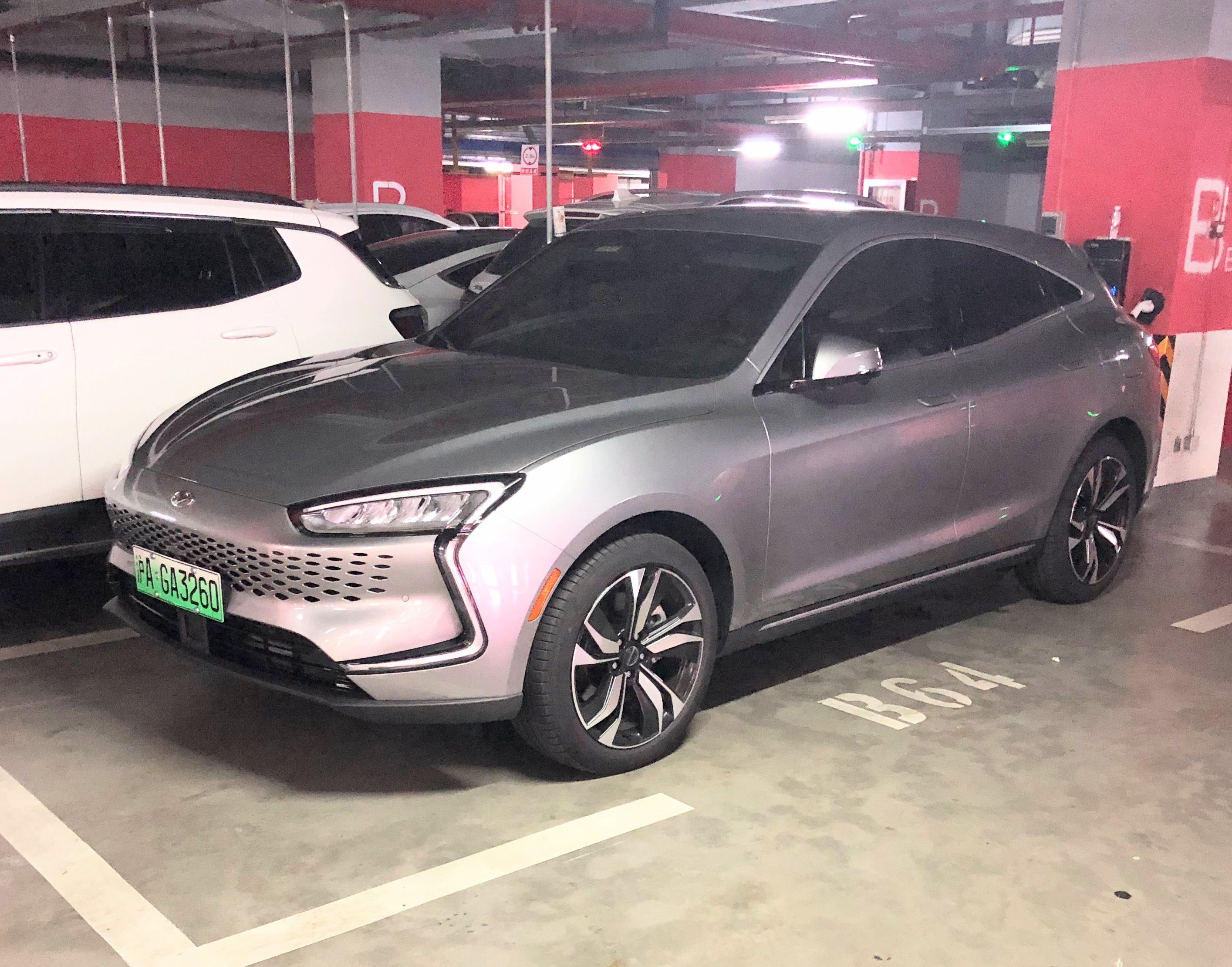
La Seres SF5 prodotta dalla Seres, sussidiaria di Sokon

Il 15 giugno 2016 si ha la quotazione del gruppo Sokon alla borsa di Shanghai. Nello stesso anno entrano in produzione i primi veicoli di tipo SUV frutto della joint venture con il gruppo Dongfeng denominati DFSK Glory 580. Inoltre viene fondata la start up SF Motors a Santa Clara, California, destinata a produrre veicoli elettrici. La SF Motors acquista lo stabilimento produttivo della AM General e apre tre centri di sviluppo e progettazione per veicoli elettrici (uno nella Silicon Valley, uno nel Michigan e uno a Chongqing). Successivamente la SF Motors verrà ribattezzata Seres.
Nel novembre 2018 ci fu una ristrutturazione del gruppo; la Sokon acquisisce il restante 50% della joint venture DFSK dalla Dongfeng per 621 milioni di euro diventandone proprietaria esclusiva, la Dongfeng in cambio acquista il 26.01% del pacchetto azionario della Sokon (per 620 milioni di euro) diventando azionista di maggioranza.
Nel gennaio 2019 viene stretto un accordo con Huawei per lo sviluppo di tecnologie informatiche e software destinati ai veicoli elettrici a marchio Seres. Alla fine del 2019 entra in produzione in Cina la Series SF5 destinata ad essere esportata anche in Europa e negli Stati Uniti.
Nel luglio 2022 la ragione sociale è stata cambiata in Seres Group.

## Marchi e prodotti

### AITO
AITO è il marchio creato in collaborazione con Huawei per commercializzare veicoli elettrici e veicoli range extended. Huawei si occupa della progettazione del software di gestione, mentre Seres si occupa della produzione.
Il marchio AITO era di proprietà di Seres ma è stato venduto a Huawei nel giugno 2023.

### Landian
Landian è il marchio di veicoli elettrici e ibridi economici di Seres, lanciato nel marzo 2023. La parola Landian significa letteralmente “elettricità blu” (蓝电) in cinese.
- Landian E5 (2022-present), SUV compatto Plug-in hybrid basato sulla Dongfeng Glory 580[9]

### DFSK Motor
DFSK Motor vende con i marchi Fengon/Dongfeng Fengguang (o DFSK Glory per i mercati esteri). DFSK è il ramo del gruppo Seres che produce autovetture e minivan low coat; originariamente era una joint-venture con Dongfeng Group ma è stata completamente acquisita da Seres Group nel 2022.

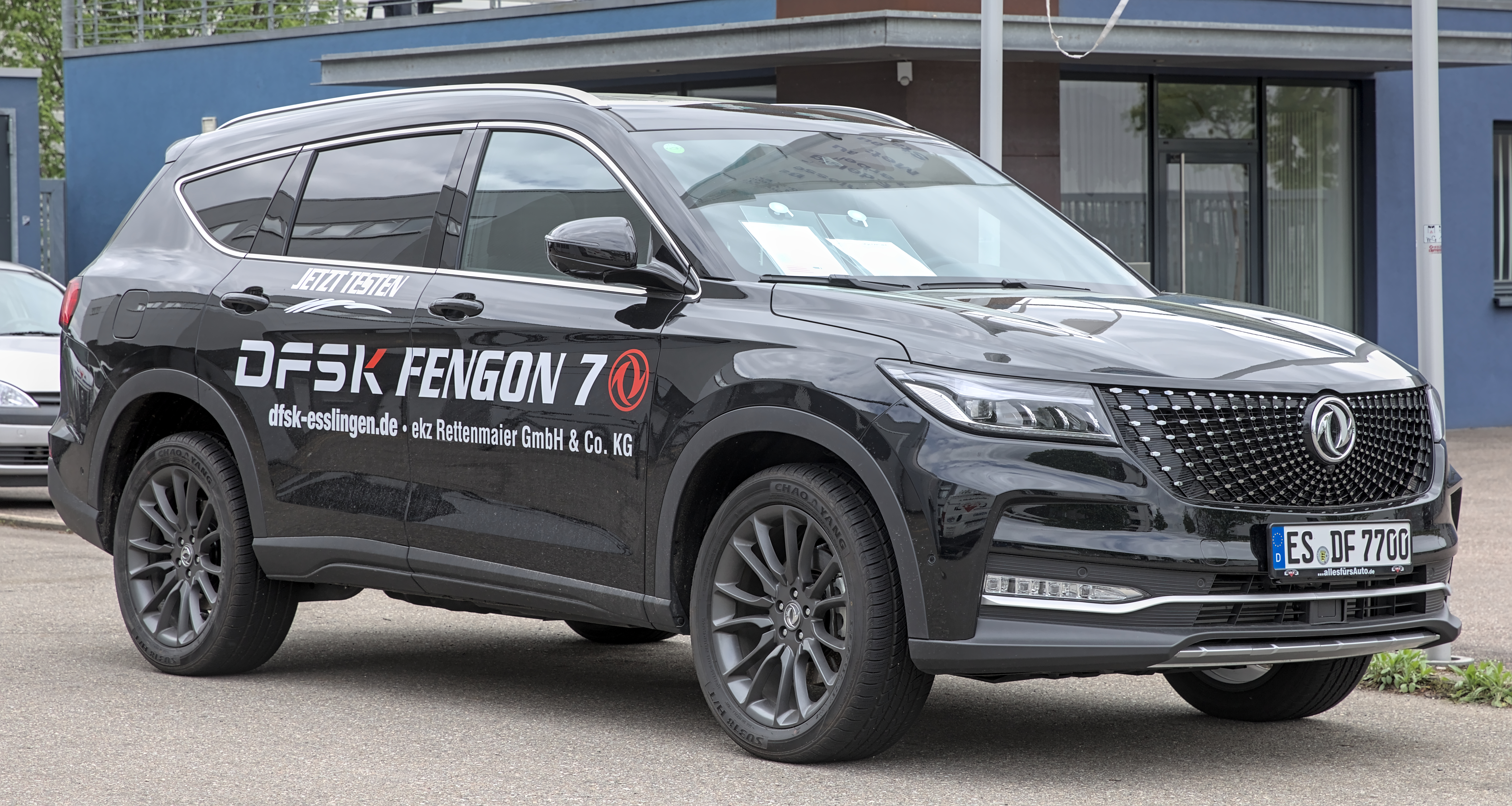
Dongfeng Fengon ix7
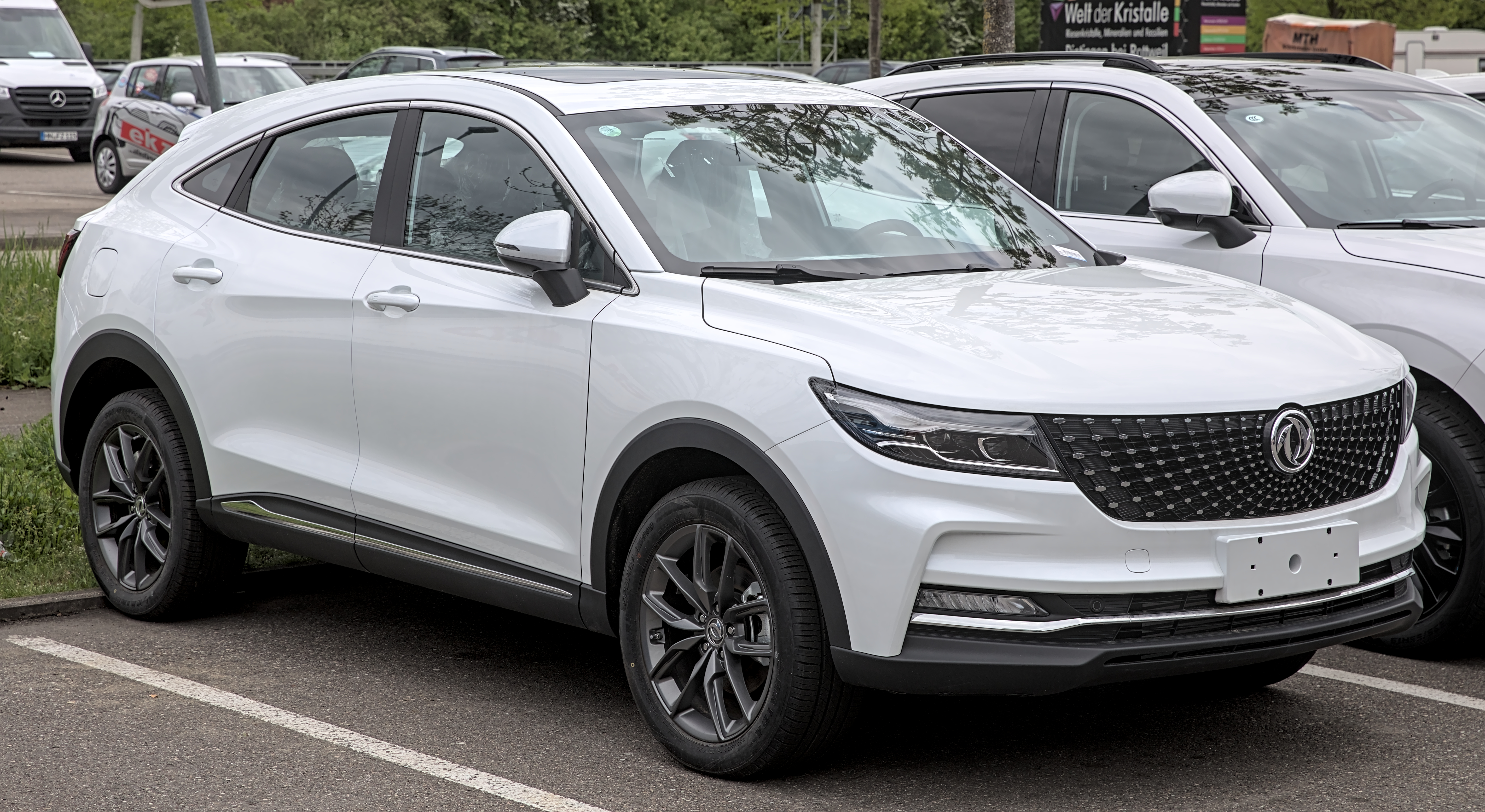
Dongfeng Fengon ix5
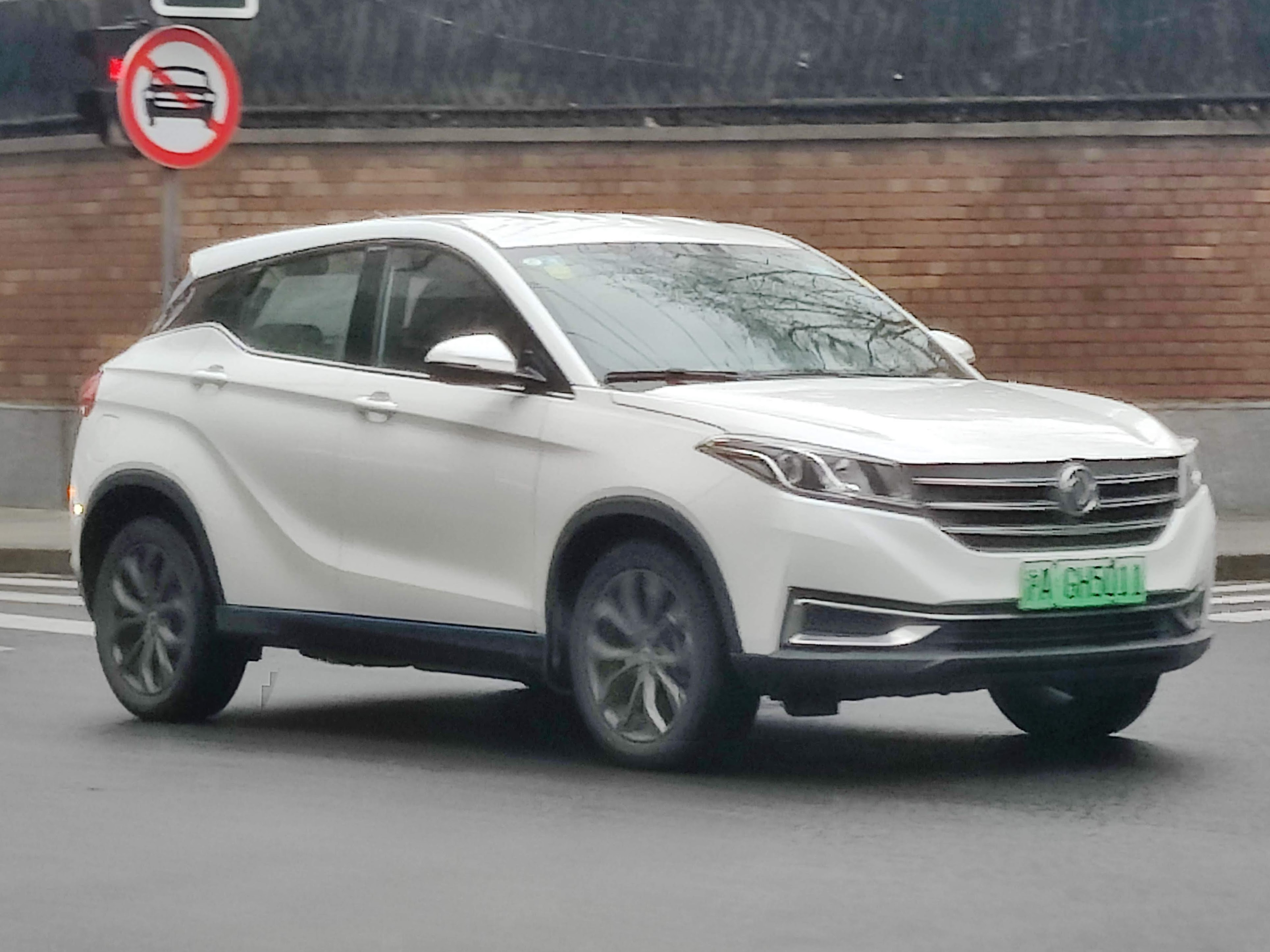
Fengon E3
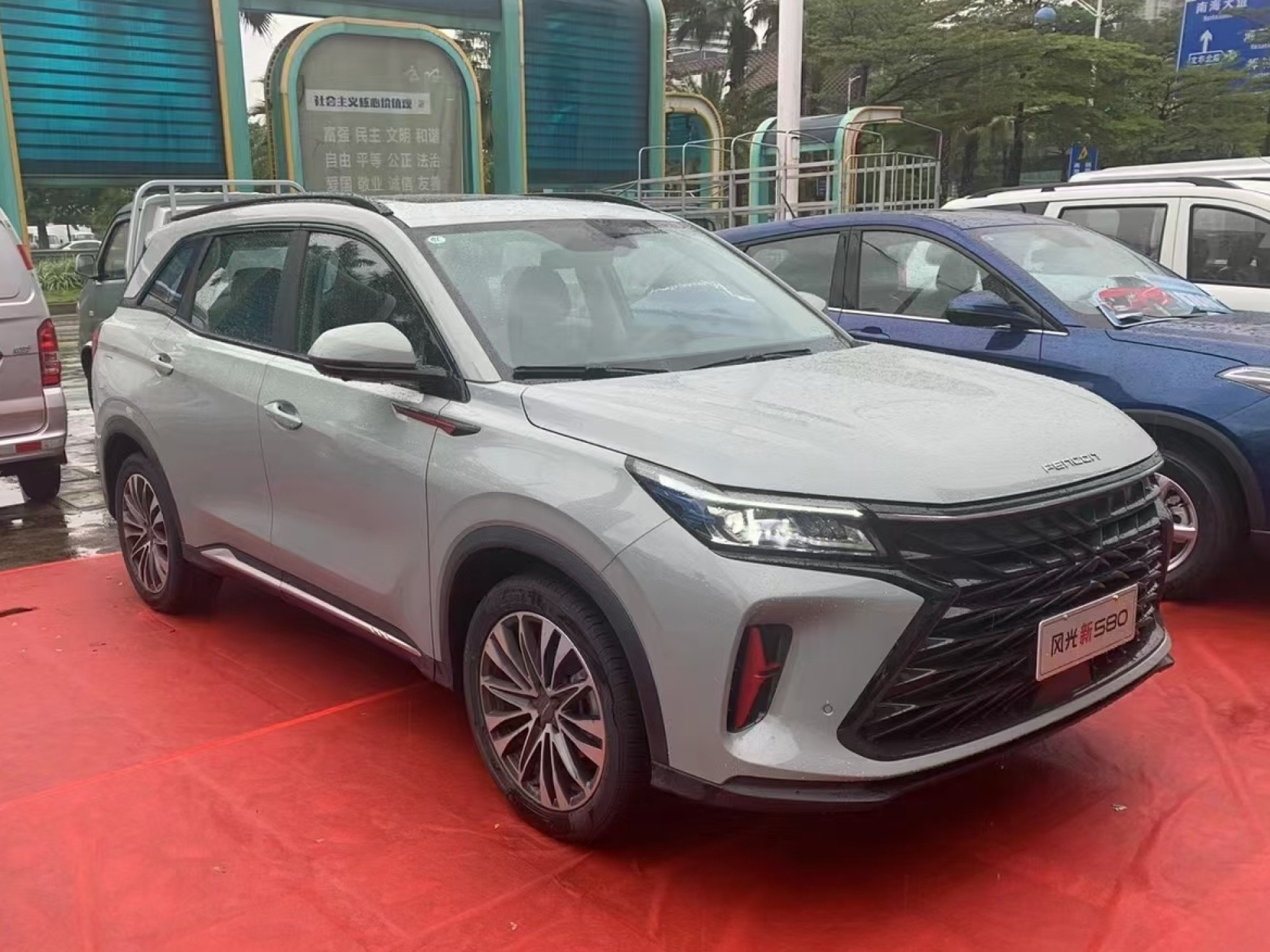
Fengon 580
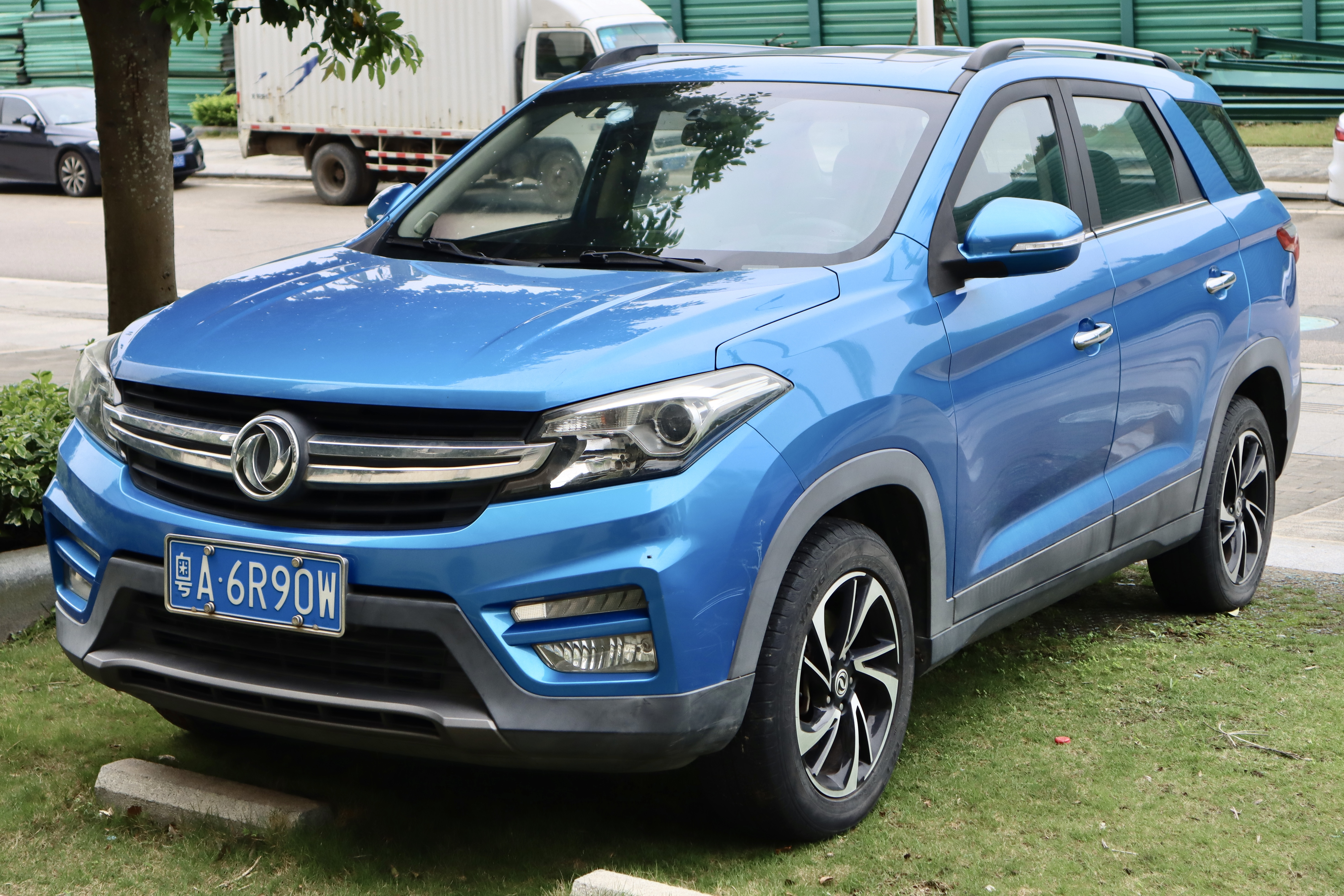
Fengon S560
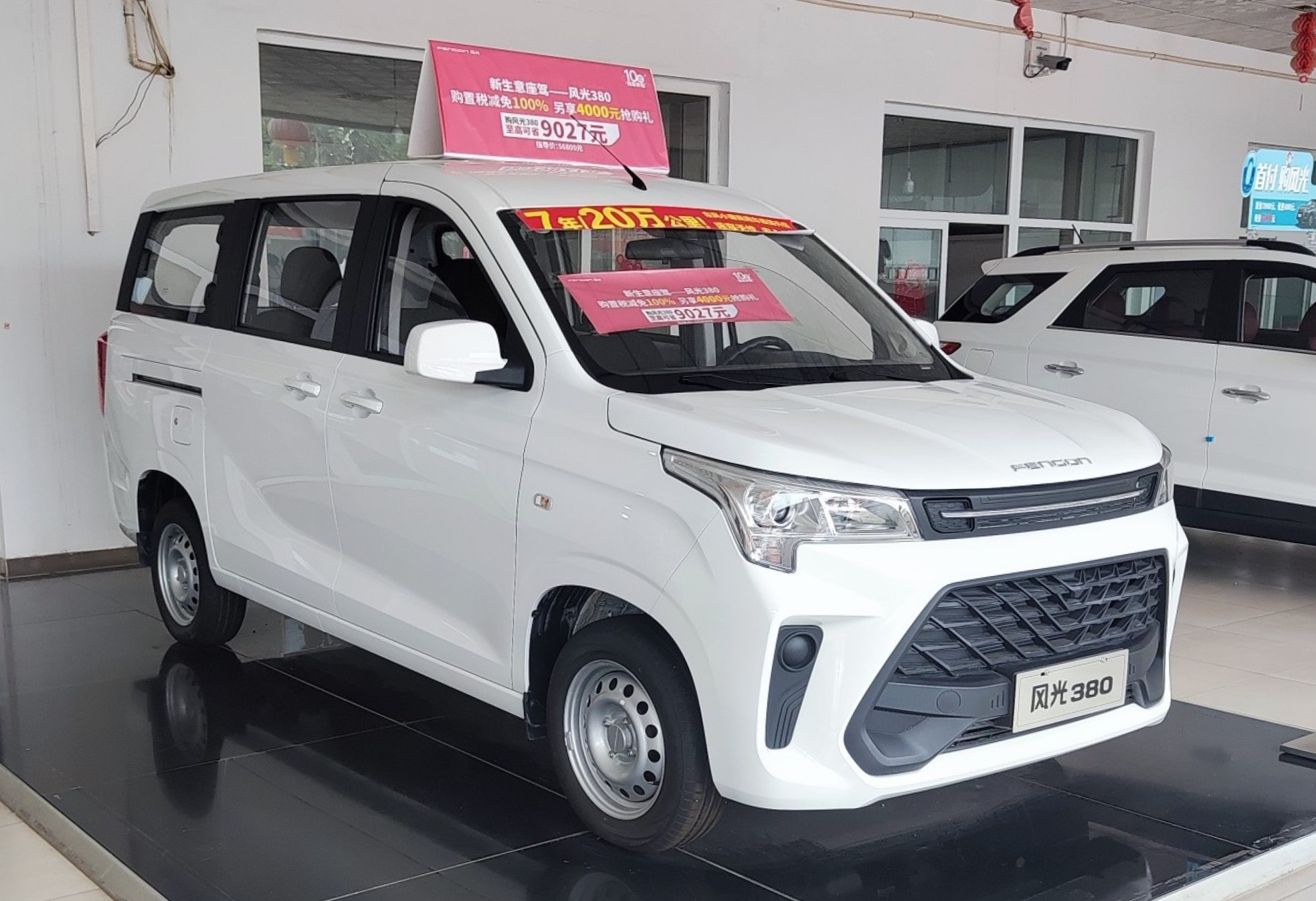
Fengon 380
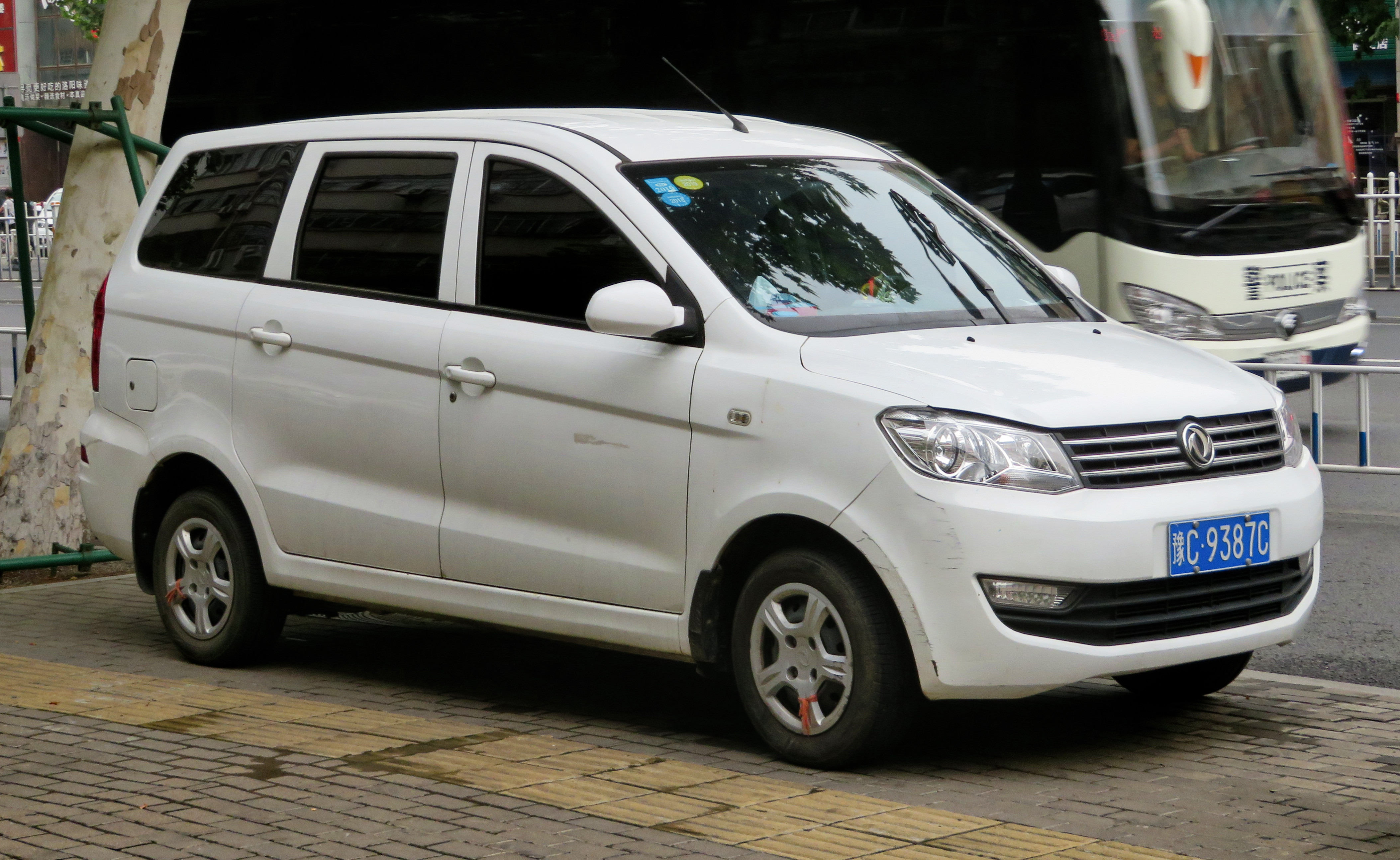
Fengon 330
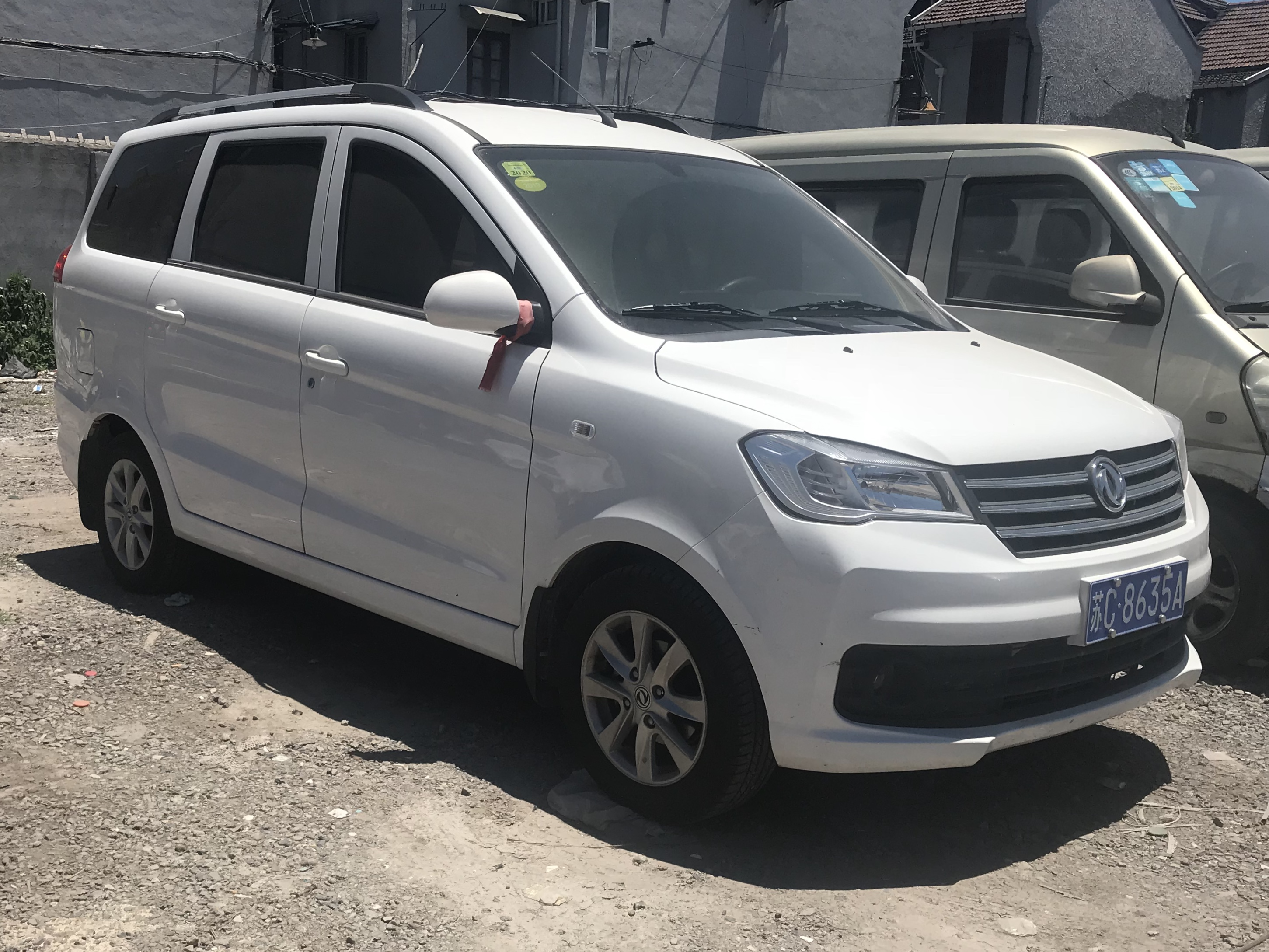
Fengon 330S
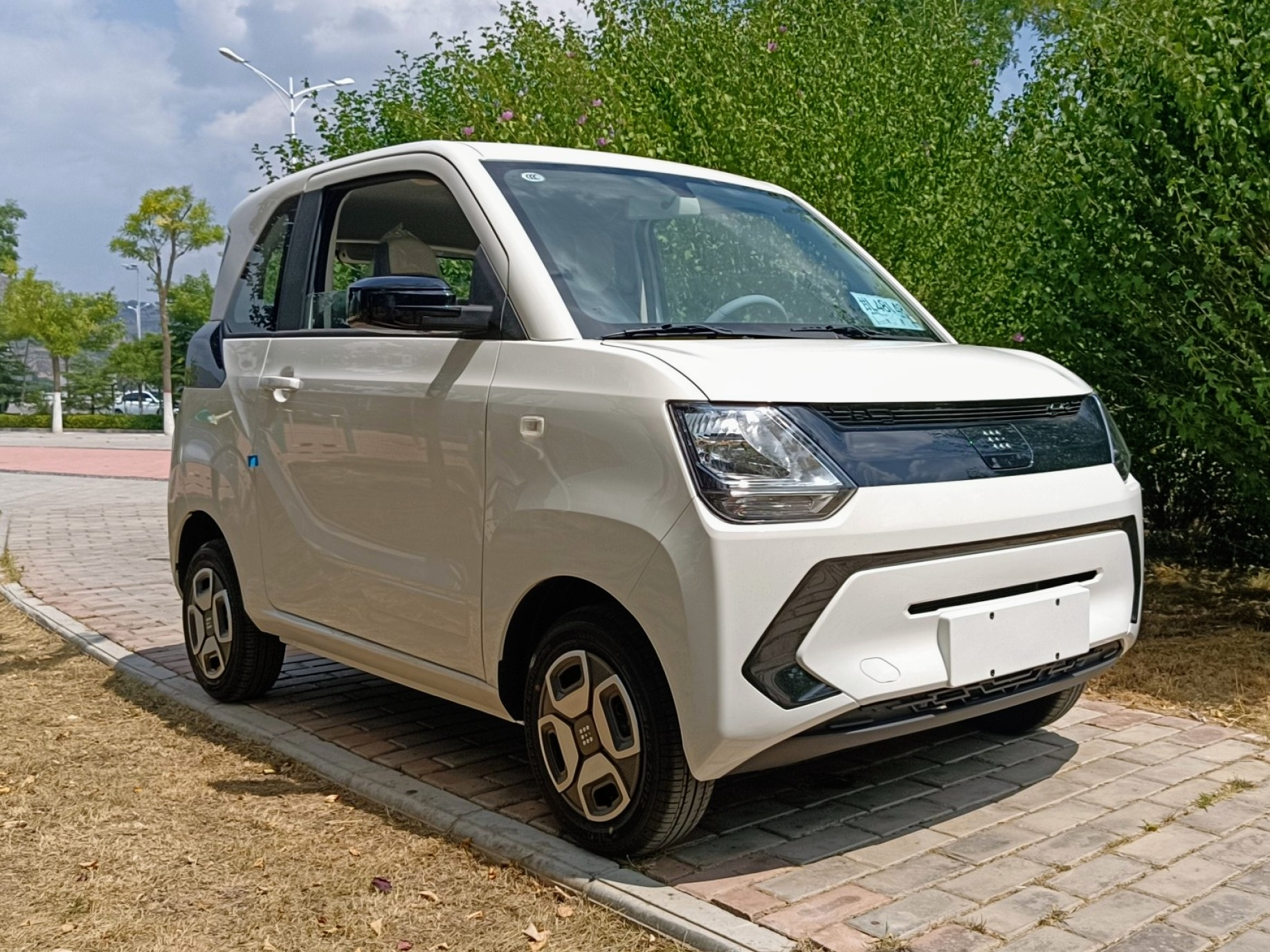
Fengon Mini EV